# Klimamodel
 Denne artikel bør gennemlæses af en person med fagkendskab for at sikre den faglige korrekthed.
     – Noter og referencer kan saneres og opdateres, da IPCC udgiver nye rapporter der kan gøre anvendte henvisninger forældede

Klimamodeller er modeller, der beregner forskellige klimaparametre som temperatur, tryk, vind og luftfugtighed.
Der findes en række forskellige typer klimamodeller, fra meget enkle energibalancemodeller til de mest avancerede jordsystemmodeller.
Et fællestræk ved de fleste klimamodeller er, at de er baseret på matematiske ligninger, der beskriver fysiske og kemiske love.
Klimamodeller kan imidlertid også være kvalitative, for eksempel beskrivelser af mulige fremtidige tilstande:
 "... 'Modeller' er oftest numeriske simuleringer af systemer i den virkelige verden, kalibreret og valideret ved hjælp af observationer fra eksperimenter eller analogier, og derefter afviklet ved hjælp af inputdata, der repræsenterer fremtidens klima. Modeller kan også i vid udstrækning omfatte beskrivende fortællinger om mulige fremtider som dem der bruges ved opbygning af mulige scenarier. Kvantitative og beskrivende modeller bruges ofte sammen. ..." 
I 2021 blev halvdelen af Nobelprisen i fysik givet til Syukuro Manabe og Klaus Hasselmann for deres arbejde med at udvikle præcise klimamodeller.

## Energibalancemodeller
Disse modeller (EBCM) er ofte baseret på en simpel matematisk ligning, der beskriver planetens energibalance. De beskriver ofte Jordens globale gennemsnitstemperatur som en funktion af ændringer i energien modtaget fra Solen, ændringer i klodens evne til at reflektere lys og varmetab i forbindelse med ændringer i temperatur eller atmosfærens sammensætning.
 "...I 1950'erne gav enkle energibalancemodeller med analytiske løsninger vigtig indsigt i klimafølsomhed og processer som albedo-feedback fra isdækkede områder. ..." fra Nap.edu (National Academy of Sciences)
 "... Energimæssige klimamodeller (EBCM'er) er blevet brugt i undersøgelser af klimaændringer i mere end et kvart århundrede. Nogle papirer findes allerede før det, men den udbredte anvendelse af disse enkle modeller blev gjort populær af den næsten samtidige udgivelse af artikler af Budyko (1968) og Sellers (1969) ..."  fra Researchgate.net
| - Jordens energibudget - energibalance - Af de ca. 340 watt pr. kvadratmeter (W/m2, irradians, indstrålingstæthed) solenergi, der falder på Jorden, reflekteres 29% tilbage i rummet, primært af skyer, men også af andre lyse overflader og atmosfæren. Cirka 23% af den indkommende energi absorberes i atmosfæren af atmosfæriske gasser, støv og andre partikler. De resterende 48% absorberes ved overfladen - Jordens energibudget Mere detaljeret med tekst på norsk ('Heat Budget', wikibook) - Et Sankey diagram, der illustrerer Jordens energibudget. Linjetykkelse er lineært proportional med den relative energimængde. (flere ill.) |

### Eksempel
En meget simpel model for energibalance kan findes ved at sætte den indkommende absorberede solstråling lig Jordens langbølgede udstråling.
Solens bidrag er givet ved effekten pr. areal {\displaystyle S} gange jordskivens areal {\displaystyle \pi R^{2}} gange andelen {\displaystyle 1-a}, der bliver absorberet. Her er {\displaystyle R} Jordens radius, mens {\displaystyle a} er Jordens albedo.
Jordens udstråling er derimod givet ved Stefan-Boltzmanns lov gange jordens overfladeareal {\displaystyle 4\pi R^{2}} gange emissiviteten {\displaystyle \epsilon }, der angiver, hvor meget der ikke bliver absorberet af skyer, drivhusgasser el.lign.
Ligningen bliver altså:
{\displaystyle (1-a)S\pi R^{2}=4\pi R^{2}\epsilon \sigma T^{4}}
hvor {\displaystyle T} er Jordens effektive gennemsnitstemperatur, og {\displaystyle \sigma } er Stefan-Boltzmanns konstant.
Temperaturen ved ligevægt er altså givet ved:
{\displaystyle T={\sqrt[{4}]{\frac {(1-a)S}{4\epsilon \sigma }}}}
Denne formel giver en effektiv temperatur på 288 K (15 °C; 59 °F).
Med denne simple model er det ligetil at se, hvad en ændring i modelparametrene {\displaystyle S}, {\displaystyle a} og {\displaystyle \epsilon } vil betyde for Jorden. Som et ekstremt eksempel ville en halvering i emissiviteten - dvs. at Jorden kun udstråler halvt så meget, som den plejer - forårsage en stigning i temperaturen med en faktor {\displaystyle {\sqrt[{4}]{2}}\approx 1.19}. Den effektive temperatur ville dermed stige til omkring 342 K (69 °C; 156 °F).
Modellen siger dog ikke noget om, hvad der forårsager ændringer i modelparametrene, og den tager heller ikke højde for variationer på Jorden. Den er således en nul-dimensionel model.

## Strålingsmodeller
Strålingsmodeller rækker fra enkle til mere avancerede fysiske modeller. De beskriver hvordan sollyset trænger ind i atmosfæren og varmestrålingen optages af forskellige gasser. De gør ofte rede for forskellige bølgelængder og kemiske sammensætninger, er baseret på fysiske love og sammenholdes ofte med observationer. (Se strålingspåvirkning)
| - Strålingspåvirkning - Strålingsbalance efter Keihl and Trenberth (1997) - Strålingsbalance med drivhuseffekten. Vist skematisk med energistrømmen mellem verdensrummet, atmosfæren og jordens overflade. Energiudvekslinger med tal er udtrykt i watt per kvadratmeter (W/m2) |

## Statistiske modeller
De statistiske modeller er ofte enkle modeller med for eksempel beskrivelse af, hvordan vindmønstre er forbundet med forskellige forhold, som for eksempel havtemperaturer, og hvordan den gennemsnitlige vind over et større område påvirker den gennemsnitlige havoverfladetemperatur over et tilsvarende område.
Ofte er de statistiske modeller inspireret af de fysiske love og inkluderes ofte som en lille del af de mere komplicerede modeller ved at beskrive den virkning lokale processer har for de omkringliggende områder. Statistiske modeller bruges også til at beskrive lokale klimatiske træk.

## Idealiserede cirkulationsmodeller
Det er mere avancerede modeller, der beskriver temperatur, tryk, vind og fugtighed, og hvordan disse varierer fra sted til sted.
Modellerne er ofte baseret på generelle cirkulationsmodeller (GCM), dvs. et computerprogram, der beskriver planetens atmosfære som et gitternet i flere lag. Modellen beregner flere værdier (fx temperaturer, vind, tryk og fugtighed) i hver af cellerne i gitternettet.
De idealiserede cirkulationsmodeller har meget til fælles med vejrprognosemodeller (vejrudsigter), der bruges flere gange dagligt og består af lignende cirkulationsmodeller. Forskellen mellem disse og klimamodellerne er, at en numerisk vejrprognose er baseret på det aktuelle vejr og beregner, hvordan det vil udvikle sig i de næste timer og dage, mens klimamodellerne er baseret på, hvordan ændringer i forhold som drivhusgasser og solstråling påvirker vejrstatistikken, dvs. klimaet.

## Regionale klimamodeller
Regionale klimamodeller (RCM) er cirkulationsmodeller, der kun beskriver et begrænset område. Disse modeller er slået sammen til en global cirkulationsmodel, hvilket gør det muligt for RCM at have gyldige værdier ved grænserne.
Modellerne har store ligheder med dagens vejrprognosemodeller, som ofte også giver vejrudsigter for et begrænset område.

## Mindre komplekse, koblede modeller for oceaner og atmosfæren
Mindre komplekse jordsystemmodeller (EMIC'er, 'Earth System Models of Intermediate Complexity') benyttes ofte til modeller, der beskriver havet.
Havmodellen kan være enkle lagdelte modeller eller mere avancerede generelle cirkulationsmodeller. Eftersom cirkulationsmodellerne heller ikke kan fange processer, der er mindre end cellerne i gitternetværket, bruges enkle statistiske/fysiske modeller – flettet ind i cirkulationsmodellen – til at beskrive, hvordan for eksempel skyer påvirker cirkulationen. Sådanne enkle modeller benævnes ofte 'parameteriseringsskemaer'/parameteriserede skemaer.

## Hybride klimamodeller
Man arbejder også med hybride klimamodeller, der kan bestå af en statistisk model der beskriver atmosfæren, og en generel cirkulationsmodel, der beskriver havet. Sådanne modeller er blevet brugt på El Niño-fænomenet.

## Globale klimamodeller og jordsystemmodeller
se også Generel havcirkulationsmodel
De engelske betegnelser er Atmospheric Oceanic General Circulation Models (AOGCM) og Earth System Models (ESM).
AOGCM / ESM er de mest avancerede klimamodeller og beregner temperatur, vind, tryk og hvordan bevægelse, energi og fugtighed cirkulerer i atmosfæren.
De består af generelle cirkulationsmodeller (GCM) – som de idealiserede generelle cirkulationsmodeller – men med flere celler i gitternetværket. Hver af cellerne repræsenterer et mindre område, har højere rumlig opløsning.
De globale klimamodeller inkluderer også en beskrivelse af havis, jorden (vegetation, hydrologi) og ofte mere avancerede parameteriseringsskemaer/ordninger og strålingsmodeller end EMIC'erne (dvs. jordsystemmodellerne af mellemkompleksitet, #link).
Disse klimamodeller (AOGCM & ESM) kan evalueres ved at undersøge om de genskaber observerede træk. Det kan være gennemsnitsklima, den årlige cyklus, store vindsystemer og naturlige udsving som for eksempel El Niño-fænomenet.
Generelt giver modellerne en ret realistisk beskrivelse af de forskellige klimatiske fænomener. Men da de primært bruges til at sige noget om, hvordan klimaet vil ændre sig i fremtiden, er det også vigtigt at sammenligne modellernes beskrivelse af det tidligere klima som for eksempel klimaændringer udtrykt ved den globale gennemsnitstemperatur og historiske observationer.

## Generelle cirkulationsmodeller og kaos
Generelle cirkulationsmodeller (GCM) er blevet brugt til at opdage og studere en af de mest grundlæggende aspekter af naturen: den såkaldte sommerfugleffekt (kaoseffekt, se 'Lorenz strange-attraktor').